# Marc Bolland (politicus)
Marc Bolland (Saint-Remy, 21 maart 1963) is een Belgisch politicus voor de PS.

## Levensloop
Marc Bolland, licentiaat in de rechten aan de Universiteit Luik, werd actief in de verzekeringssector, meer bepaald bij SMAP, waar hij van 1998 tot 2004 een van de secretarissen-generaal was. Ook was hij medestichter van Ogeo Fund, het pensioenfonds van de intercommunale Tecteo, dat hij tot 2009 zou voorzitten. Daarnaast werd hij beheerder van de vzw Management to business.
Hij werd in navolging van zijn vader Paul Bolland, van 1990 tot 2004 provinciegouverneur van Luik, politiek actief bij de PS en hielp in zijn studietijd een socialistische studentenafdeling op te richten aan de Universiteit Luik. Hij werd parlementair secretaris van de toenmalige senator Gustave Hofman en was van augustus 1992 tot oktober 1995 voorzitter van het OCMW in Blegny, waar hij in oktober 1994 werd verkozen tot gemeenteraadslid. In januari 1998 werd hij er schepen. Na de gemeenteraadsverkiezingen van oktober 2000 werd Bolland gepromoveerd tot eerste schepen, bevoegd voor Openbare Werken. In januari 2003 volgde hij Jean Bastin op als burgemeester van de gemeente, een ambt dat hij nog steeds uitoefent.
Als burgemeester toonde hij zich aandachtig voor de belangen van kleine gemeenten en pleitte hij voor de oprichting van een Luikse stedelijke zone, die de stad Luik en de omliggende gemeenten beter moest verbinden. Ook sprak hij zich uit over politieke thema's op hogere politieke niveaus, zoals een betere herverdeling van de fiscale middelen, een hervorming van de wet op kerkfabrieken en de verlaging van de wettelijke schoolplicht naar zestien jaar. In juni 2009 kreeg Bolland de zevende plaats aangeboden op de PS-lijst voor het Waals Parlement en het Parlement van de Franse Gemeenschap in het arrondissement Luik. Hij wist over enkele hoger geplaatste kandidaat te springen en een zitje in beide parlementen te veroveren. In het Waals Parlement kwam hij tussen in debatten over de financiering van religies en was hij een actief lid van de commissies Landbouw, Openbare Werken en Economie. Ook dossiers betreffende ruimtelijke ordening, met name in landelijke gebieden, volgde Bolland nauwgezet op en als commissievoorzitter in de Interregionale Parlementaire Raad, hetgeen hij was tussen 2011 en 2014, toonde hij eveneens belangstelling in de samenwerking met de Duitstalige Gemeenschap. Bolland bleef parlementslid tot in mei 2014 en was bij de verkiezingen toen geen kandidaat meer, om zich volledig toe te leggen op het burgemeesterschap in Blegny.  Bij de federale verkiezingen van mei 2019 stond hij als vijfde opvolger op de PS-Kamerlijst voor de kieskring Luik.